# História da educação no Brasil

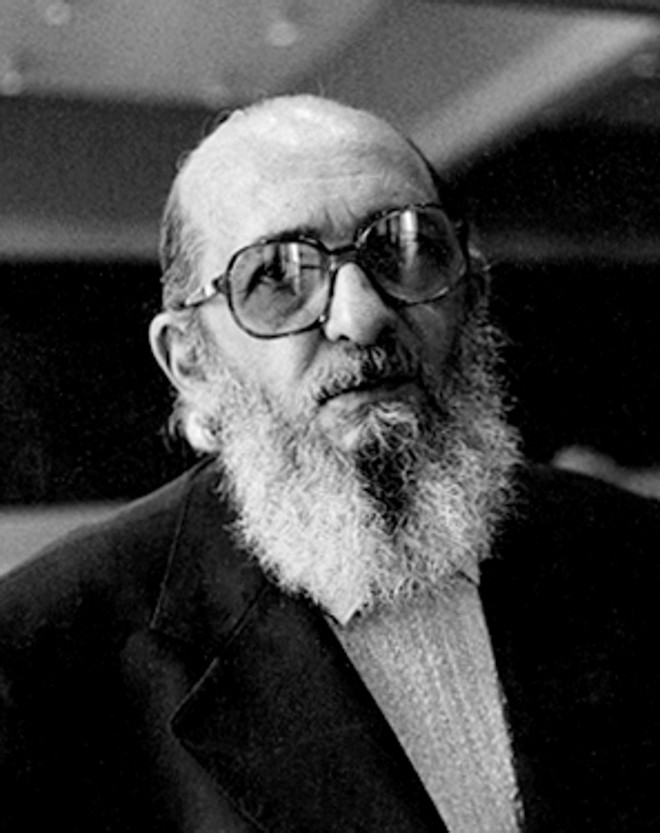
Paulo Freire, o Patrono da Educação Brasileira.

A história da educação no Brasil inicia-se no período colonial, quando começam as primeiras relações entre Estado e educação, através dos jesuítas. Os padres da Companhia de Jesus tiveram um papel marcante na educação. Esses padres, os jesuítas, ensinavam com base nos mesmos princípios e objetivos, em todo o território colonial. Contribuíram assim para a unidade da colônia.
Com a expulsão dos jesuítas, o ensino ficou fragmentado. As "aulas régias", ou "escolas régias", criadas para substituir o ensino dos padres, eram um ensino secular com disciplinas isoladas. Era um sistema precário e insuficiente. Com a chegada da família real em 1808, criaram-se mais escolas régias, mas seus defeitos persistiram.
É importante lembrar, contudo, que, durante todo o período colonial, Portugal não permitia que a colônia se desenvolvesse intelectualmente. Proibia a importação e venda de livros e punia quem quisesse instalar uma imprensa no Brasil. Também não permitia a criação de um sistema popular de ensino. Há vários exemplos desse combate à instrução pública. Em 1800, a câmara municipal de uma cidade de Minas Gerais foi repreendida por haver instaurado uma escola de primeiras letras. Em 1820, a Câmara Municipal de Itapetininga, São Paulo, pede licença para criar uma aula primária para ensinar as primeiras letras aos filhos das elites, de modo que estes pudessem exercer as funções de vereador.

## Período colonial

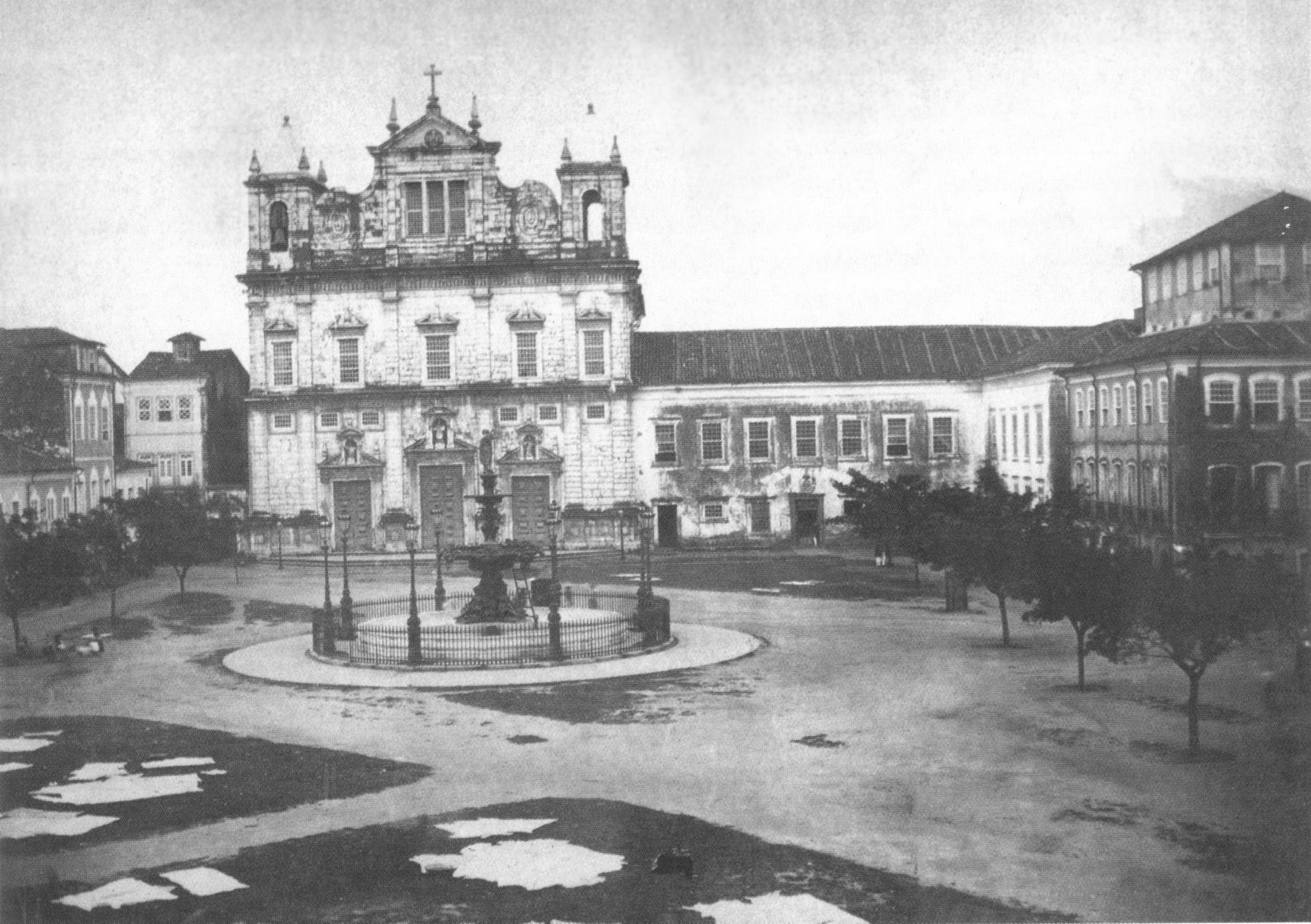
Vista do Terreiro de Jesus em 1862, com a antiga Igreja do Colégio dos Jesuítas (anexo a direita) - atual Catedral Basílica, fundado pelo padre Manuel da Nóbrega em 1550, o primeiro das Américas. Também foi onde a Faculdade de Medicina da Bahia foi fundada em 1808 e funcionou por anos.

O início da educação no Brasil, mais precisamente, do ensino, entendido como um processo sistematizado de transmissão de conhecimentos, é indissociável da história da Companhia de Jesus. As negociações de Dom João III, O Piedoso, junto a esta ordem missionária católica pode ser considerado um marco. No período da exploração inicial, os esforços educacionais foram dirigidos aos indígenas, submetidos à chamada "catequese" promovida pelos missionários jesuítas que vinham ao novo país difundir a crença cristã entre os nativos. O padre Manuel da Nóbrega chefiou a primeira missão da ordem religiosa em 1549. Em 1759 houve a expulsão dos jesuítas (reformas pombalinas), passando a ser instituído o ensino laico e público através das Aulas Régias, e os conteúdos baseiam-se nas Cartas Régias, a partir de 1772, data da implantação do ensino público oficial no Brasil (que manteve o Ensino Religioso nas escolas, contudo). Em 1798, ocorreu o Seminário de Olinda, por iniciativa do bispo José Joaquim da Cunha Azeredo Coutinho que se inspirava em ideias iluministas que aprendera como aluno na Universidade de Coimbra.

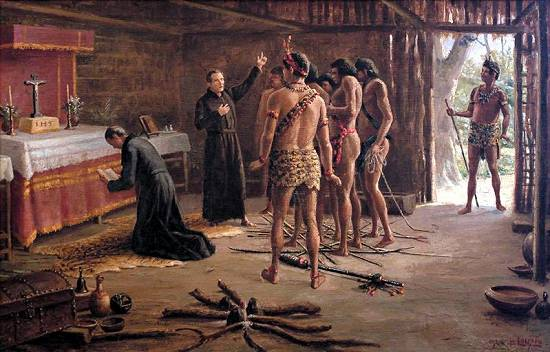
“Anchieta e Nóbrega na cabana de Pindobuçu”, por Benedito Calixto (1927). Acervo do Museu do Ipiranga. A pregação de jesuítas como Anchieta e Nóbrega no Brasil foi uma inculturação recíproca entre a influência do cristianismo para as crenças e costumes dos nativos, utilizando elementos da cultura indígena como uma melhor forma de ensinar a doutrina cristã para eles.

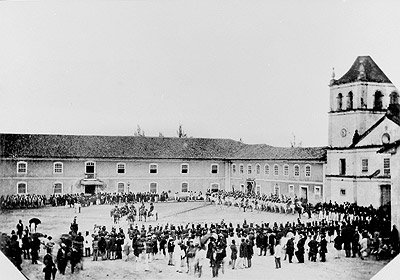
Pátio do Colégio, em São Paulo, fundado por Nóbrega, Anchieta, Paiva e Brás em 1554. Fotografia de Militão Augusto de Azevedo, em 1862. Ponto de origem da expansão territorial e da colonização do interior do país, e hoje a maior cidade do Hemisfério Sul e a quarta maior cidade do mundo.

Durante esses quase 300 anos da história do Brasil, o panorama não mudaria muito. A população do período colonial formada além dos nativos e dos colonizadores brancos, tivera o acréscimo da numerosa mão de obra escrava oriunda da África. Mas os escravos negros não conseguiram qualquer direito à educação e os homens brancos (as mulheres estavam excluídas) estudavam nos colégios religiosos ou iam para a Europa. Apenas os mulatos procuravam a escola, o que provocou incidentes tais como o da "questão dos moços pardos" em 1689: Os colégios de jesuítas negavam as matrículas de mestiços mas tiveram que ceder tendo em vista os subsídios de "escolas públicas" que recebiam.

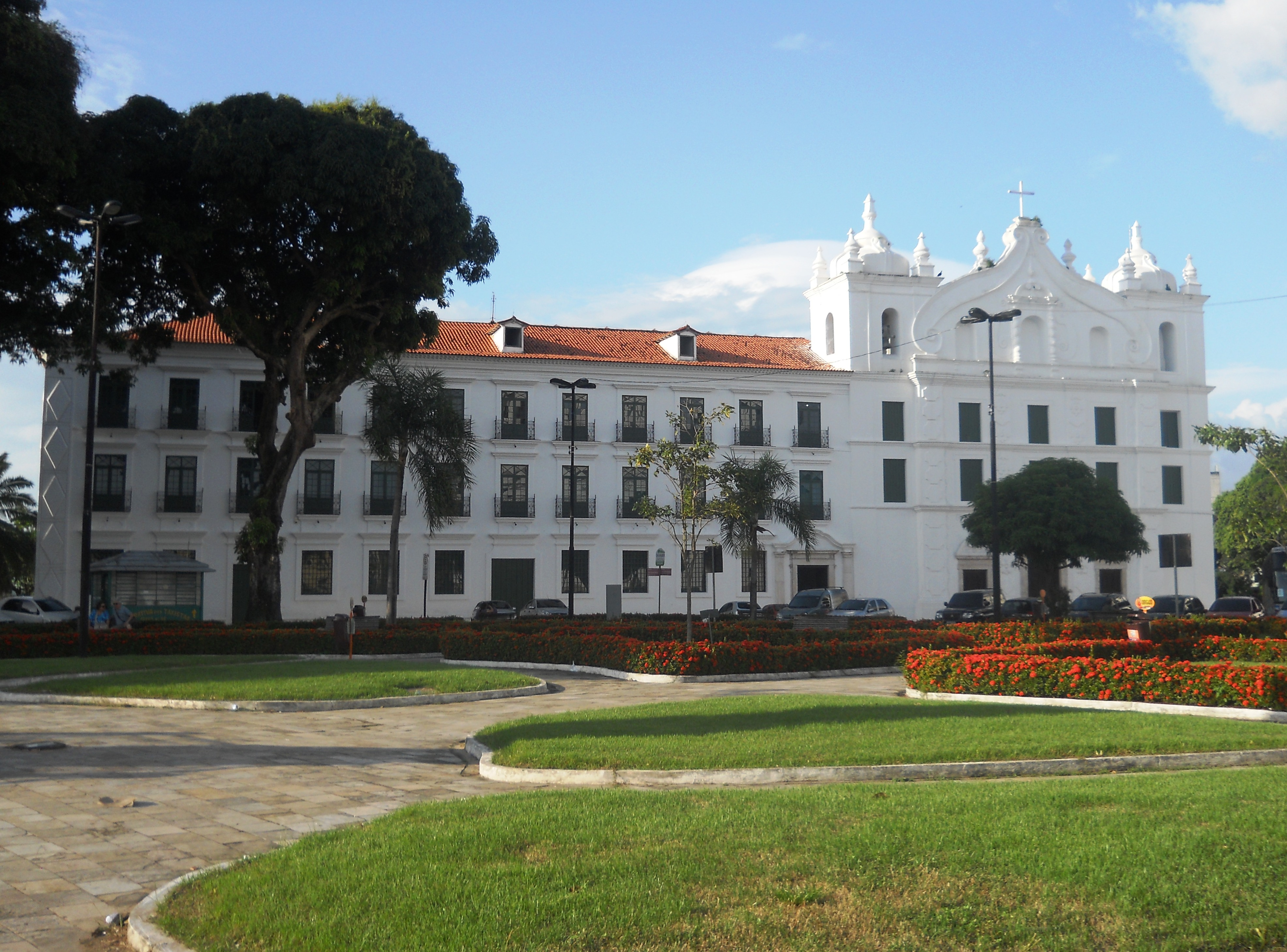
Igreja de Santo Alexandre e antigo Colégio dos Jesuítas, na região da Feliz Lusitânia, em Belém do Pará. Estabelecida no século XVII, um dos mais antigos da região norte do Brasil.

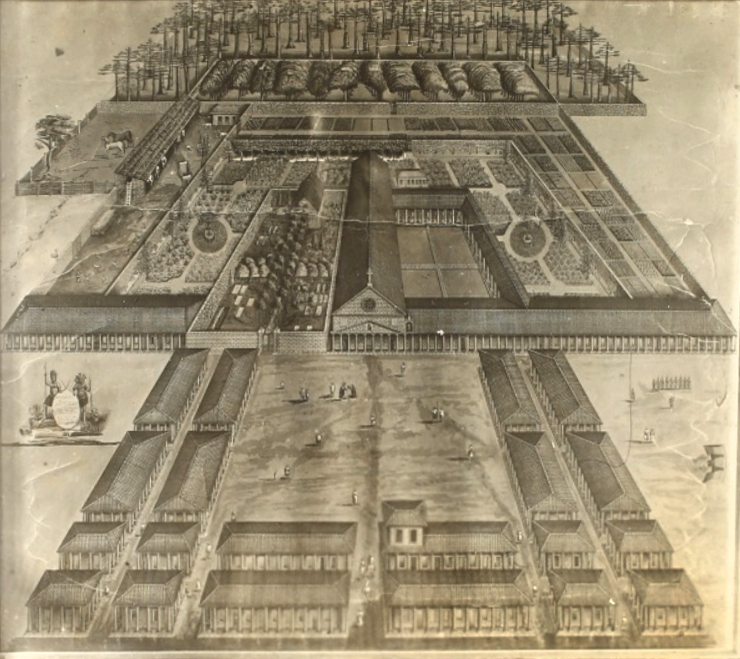
O sofisticado plano urbanístico da Redução de São João Batista, na região dos Sete Povos das Missões, no Rio Grande do Sul.

## Família real

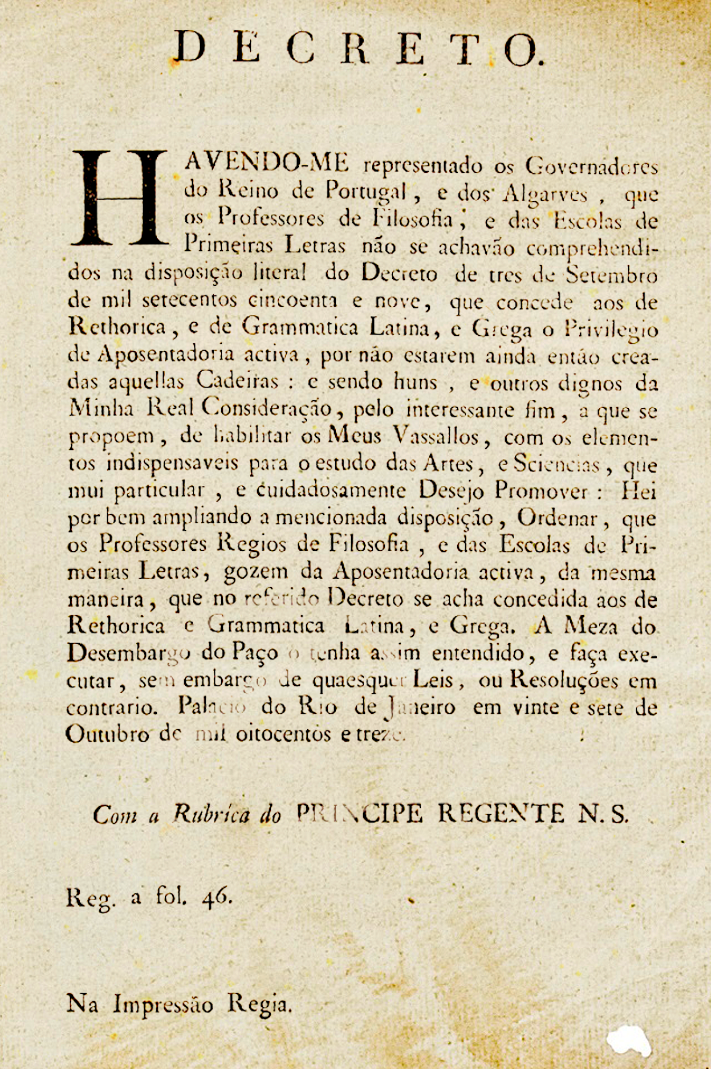
Decreto de 1813 em que o então príncipe regente, Dom João, institui aposentadoria para professores de filosofia

Não se conseguiu implantar um sistema educacional nas terras brasileiras, mas a vinda da Família Real no início do século XIX permitiu uma nova ruptura com a situação anterior. Dom João VI criou as Escolas de Medicina (em 1808, implementadas pelo médico pernambucano Correia Picanço na Bahia e no Rio de Janeiro), Academias Militares (Academia Real da Marinha em 1808 e Academia Real Militar em 1810), o Museu Real (1818), a Biblioteca Real (1810), o Jardim Botânico (1810) e, sua iniciativa mais marcante em termos de mudança, a Imprensa Régia (1808). Segundo alguns autores o Brasil foi finalmente "descoberto" e a nossa História passou a ter uma complexidade maior. Em 1816 foram convidados artistas franceses ("Missão Artística Francesa") como Lebreton, Debret, Taunay, Montigny que influenciariam a criação da Escola Real de Ciências, Artes e Ofícios.

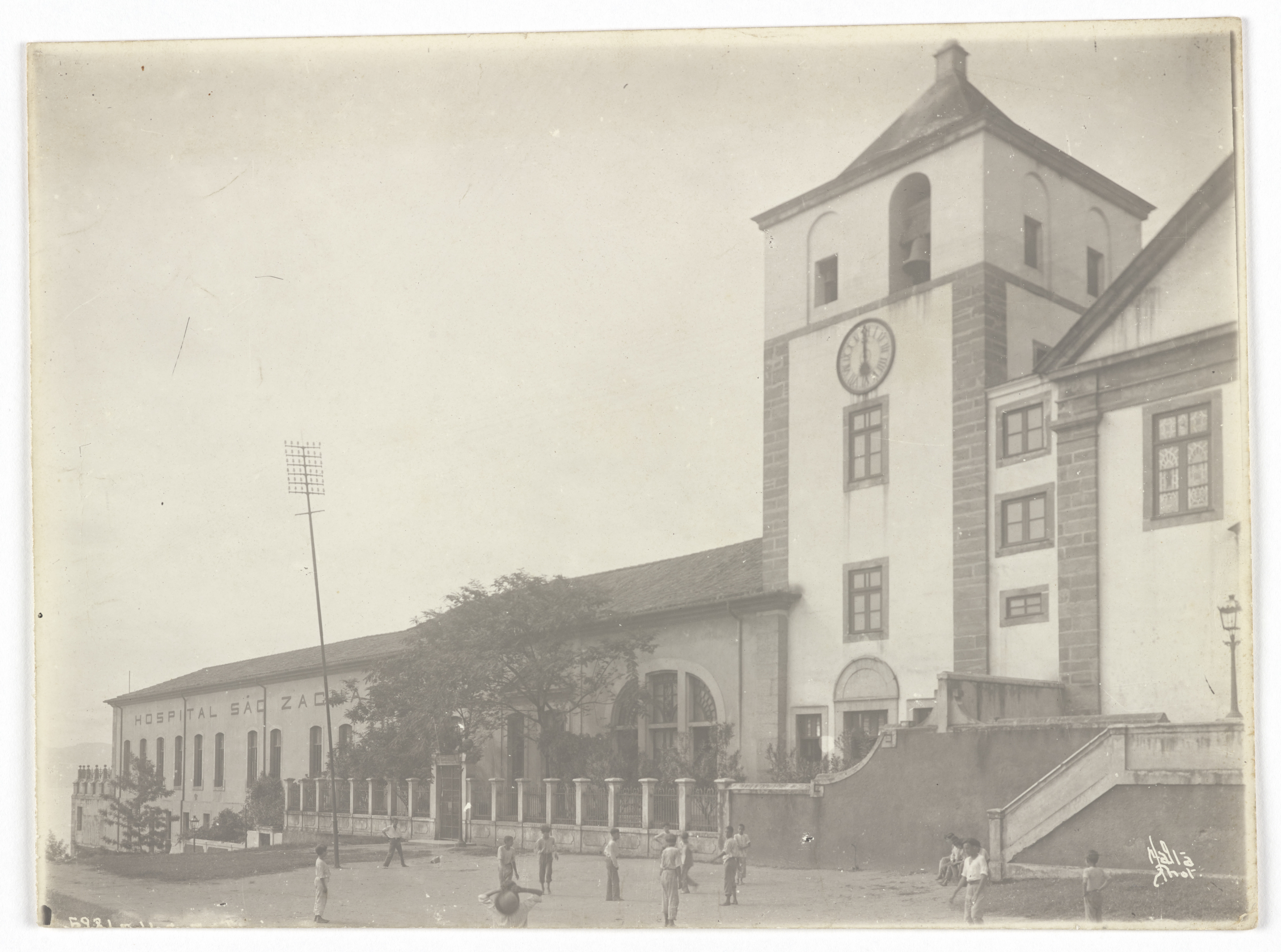
Igreja de Santo Inácio ou dos Jesuítas, no Morro do Castelo, ao lado do Hospital São Zacharias, antigo Colégio dos Jesuítas, fundado por Nóbrega em 1567. E onde a Faculdade de Medicina do Rio de Janeiro funcionou em seus primeiros anos. Fotografia de Augusto Malta, por volta de 1920. Acervo do Instituto Moreira Salles.

Nos primeiros anos da década de 1810 o príncipe regente também fez decreto ordenando que os professores régios de filosofia e das escolas de primeiras letras tivessem aposentadoria ativa.
A educação, no entanto, continuou a ter uma importância secundária. Basta ver que nas colônias espanholas já existiam universidades desde o século XVI, fato que gerava constrangimento nos brasileiros. A família real, apesar de estar instalada no Brasil, não construiu universidades, e nem mesmo, mais tarde, os imperadores. As primeiras universidades (isto é, um conjunto de faculdades e escolas superiores) brasileiras só surgiram na república, no século XX.

## Império
Em 1822, havia propostas para a Educação na Assembleia Constituinte (inspiradas nos ideais da Revolução Francesa) mas a sua dissolução por Dom Pedro I adiaria qualquer iniciativa no sentido de estruturar-se uma política nacional de educação. A Constituição de 1824 manteve o princípio da liberdade de ensino, sem restrições, e a intenção de "instrução primária gratuita a todos os cidadãos".

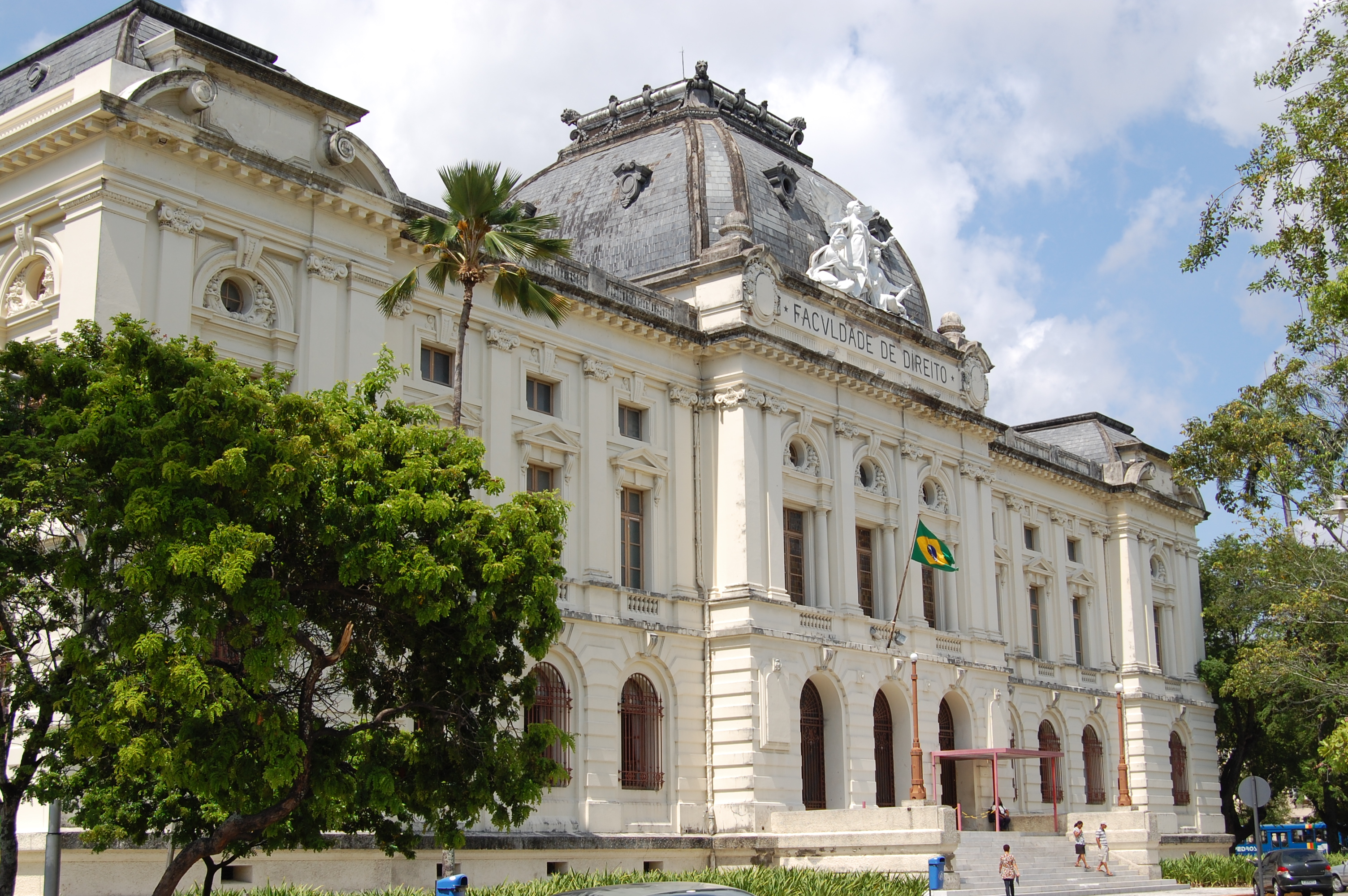
Faculdade de Direito do Recife (1827), mais antiga faculdade de Direito do Brasil ao lado do curso da Universidade de São Paulo.

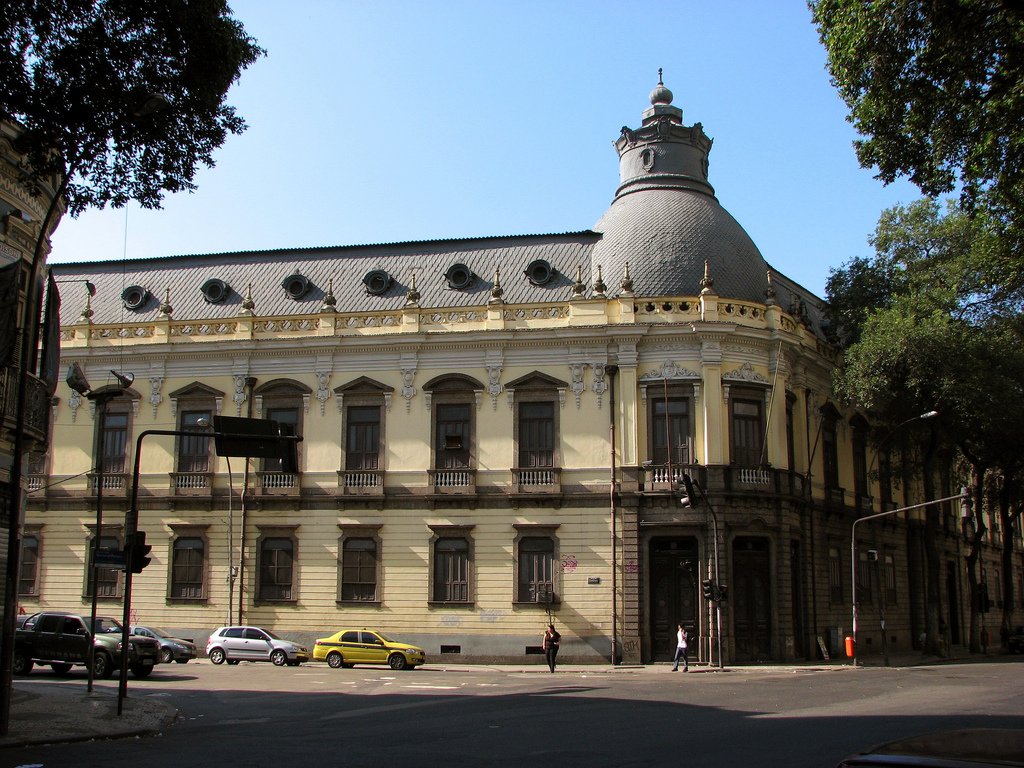
Colégio Pedro II (1837).

Em 1827, são fundados os primeiros cursos jurídicos do Brasil: a Faculdade de Direito do Recife (a princípio situada em Olinda) e a Faculdade de Direito do Largo de São Francisco (em São Paulo), que se tornariam os dois principais centros de formação da intelectualidade brasileira do Império. No mesmo ano foi aprovada a primeira lei sobre o Ensino Elementar, que vigoraria até 1946. Essa lei determinou a criação de "escolas de primeiras letras em todas as cidades, vilas e lugarejos" (artigo 1º) e "escolas de meninas nas cidades e vilas mais populosas" (artigo XI). A lei fracassou por várias causas econômicas, técnicas e políticas. O relatório Liberato Barroso apontou que, em 1867, apenas 10% da população em idade escolar se matriculara nas escolas elementares.

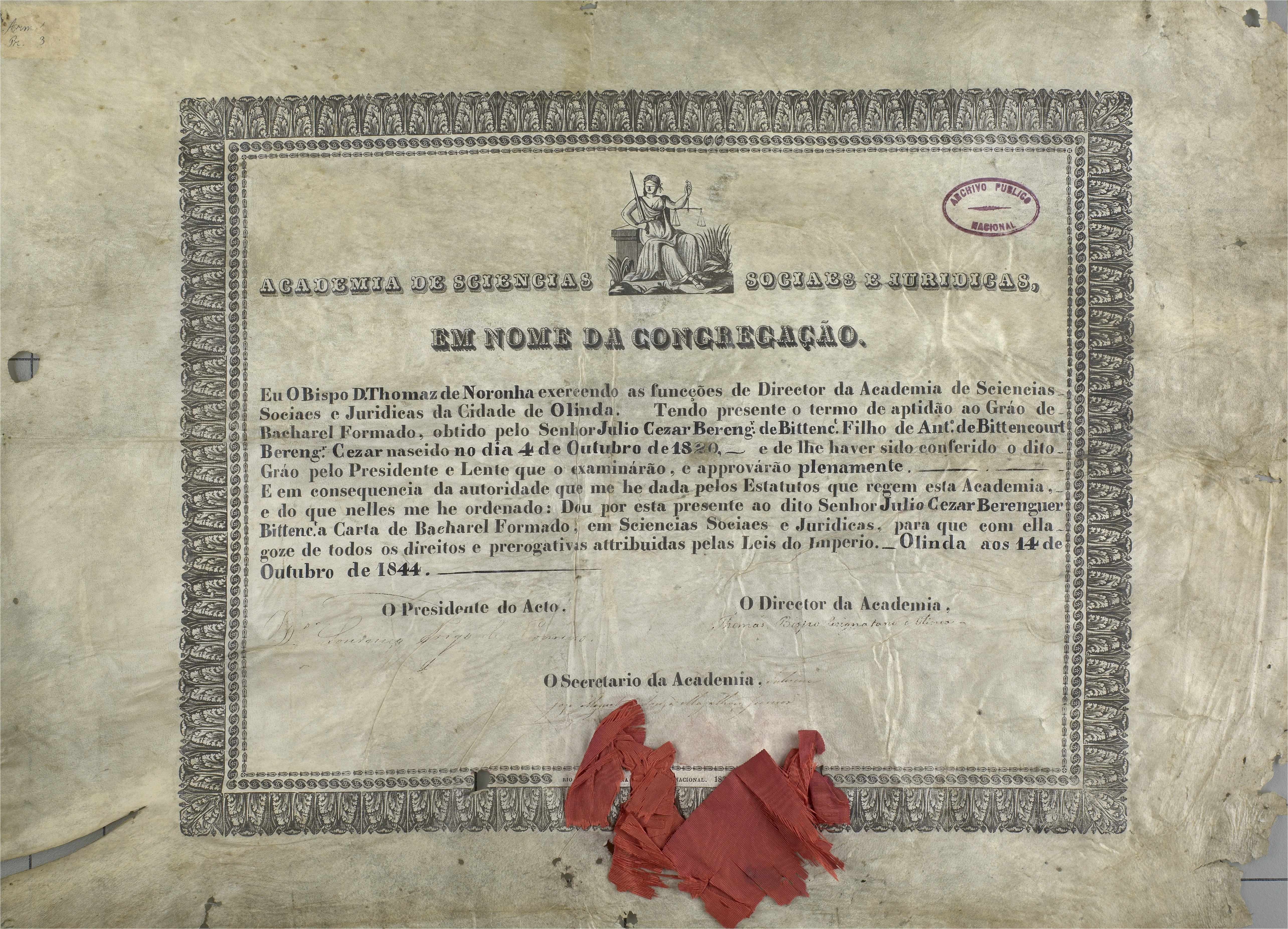
Carta de bacharel passada a Julio Cesar Berenguer de Bittencourt pela Faculdade de Direito de Olinda em 14 de outubro de 1844. Arquivo Nacional.

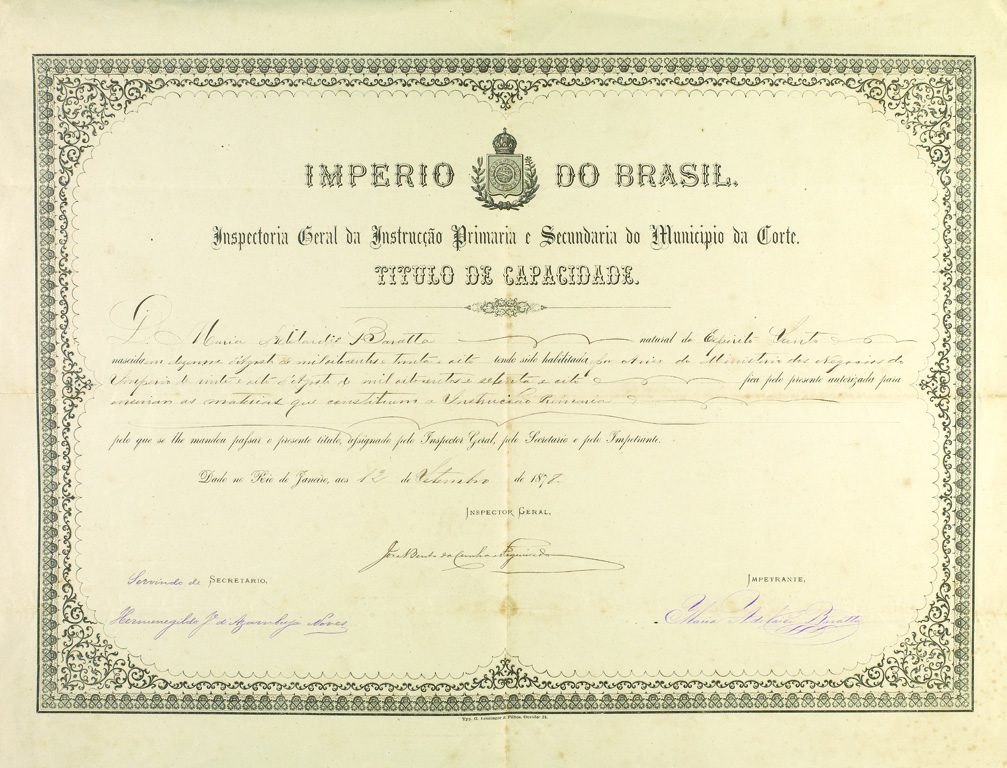
Título de Capacidade emitido pela Inspetoria Geral da Instrução Primária e Secundária do Município da Corte para o exercício do magistério, 1878. Arquivo Nacional.

Em 1834 (Ato Adicional que emendou a Constituição) houve a reforma que deixava o ensino elementar, secundário e de formação dos professores a cargo das províncias, enquanto o poder central cuidaria do Ensino Superior. Assim foi criado o Imperial Colégio de Pedro II, em 1837, e os primeiros liceus provinciais. O Colégio era o único autorizado a realizar exames para a obtenção do grau de bacharel, indispensável para o acesso a cursos superiores.
Em 1879 houve a reforma de Leôncio de Carvalho, que propunha dentre outras coisas o fim da proibição da matrícula para escravos mas que vigorou por pouco tempo. No século XIX ainda havia no Brasil a tendência da criação de escolas religiosas, o que já não acontecia no resto do mundo receptível ao ensino laico. Até mesmo por parte dos jesuítas, que retornaram após 80 anos. Dentre essas instituições figuram o Colégio São Luís (fundado em Itu em 1867 e transferido para São Paulo em 1919), o Colégio Caraça em Minas Gerais (1820), Liceu Pernambuco - Ginásio Pernambucano (1825), Colégio Mackenzie (São Paulo, 1870), Colégio Metodista Piracicabano (Piracicaba, 1881), Colégio Americano (Porto Alegre, 1885), Colégio Internacional (Campinas, 1873), entre outros. Da parte da iniciativa leiga surgiu a Sociedade de Culto à Ciência (Campinas, fundada por maçons). A primeira escola de formação dos professores (as chamadas "escolas normais") foi a Escola Normal de Niterói, fundada em 1835.

## Primeira República
Com a instauração da República (1889), a Educação sofreria mudanças mas sempre sob os princípios adotados pelo novo regime: centralização, formalização e autoritarismo. Segundo Palma Filho durante a Primeira República (1889-1930) foram cinco reformas (Reforma Benjamim Constant, Reforma Epitácio Pessoa, Reforma Rivadávia, Reforma Carlos Maximiliano e Reforma João Luiz Alvez) de âmbito nacional do ensino secundário, preocupadas em implantar um currículo unificado para todo o país.

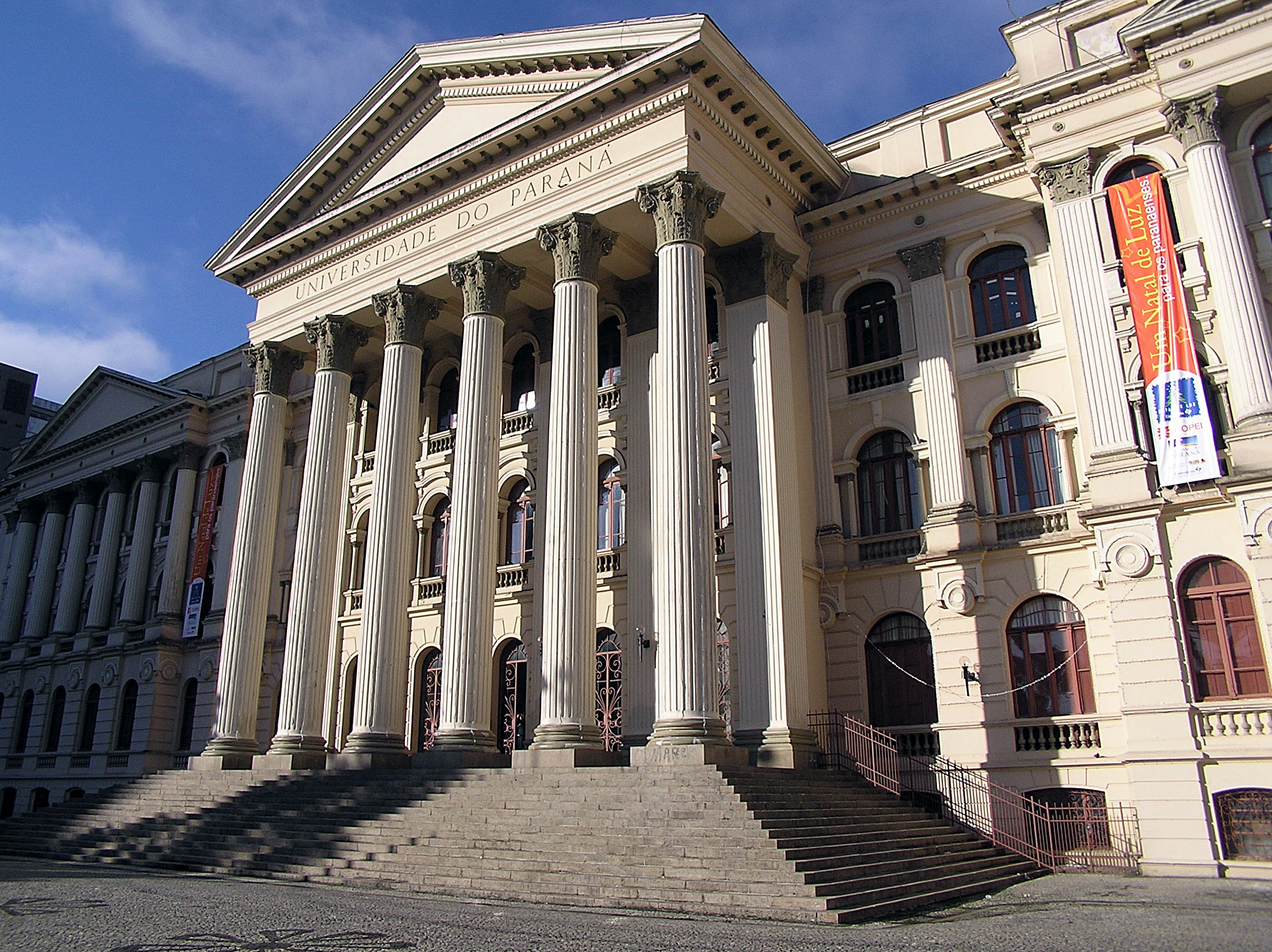
Universidade Federal do Paraná (1912), uma das mais antigas instituições de ensino superior do país.

Em 1890 e 1891, com as reformas de Benjamim Constant, então Ministro da Instrução, Correios e Telégrafos (órgão precursor do MEC), o Ensino Secundário era visto como meramente preparatório para o Ensino Superior. Em 1901, vieram as reformas de Epitácio Pessoa.
Entre 1911 e 1915 vigorou a "Reforma Rivadávia", de iniciativa do Ministro Rivadávia da Cunha Correia, que afastava da União a responsabilidade pelo Ensino. Nessa época também surgiu o conceito de "Grupo Escolar", quando as classes deixaram de reunir alunos de várias idades e passaram a distribuí-los em séries ("ensino seriado"). Em 1915, saiu a Reforma Maximiliano e, em 1925, a reforma João Luiz Alvez.
As décadas de 1920 e 1930 viram surgir o "Escolanovismo", de iniciativa de liberais democraticos, os quais empreenderam reformas educacionais em diversos estados tais como Lourenço Filho (Ceará, 1923) e Anísio Teixeira (Bahia, 1925), dentre vários outros. Em 1924 foi fundada a Associação Brasileira de Educação (ABE) que na primeira fase sofrera influência da militância católica mas que a partir de 1932, foi dominada pelos adeptos da Escola Nova. Em 1932, foi publicado o Manifesto dos Pioneiros da Educação Nova, defendendo a laicidade, gratuidade, obrigatoriedade e coeducação no ensino público.

## Era Vargas

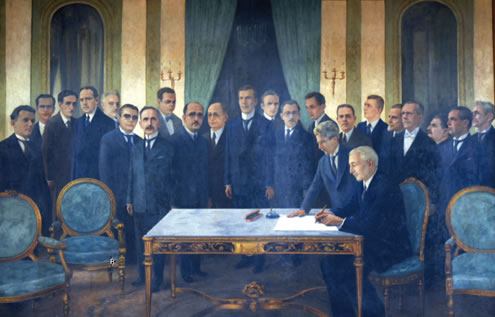
Quadro que retrata a criação da UMG em 1927, Palácio da Liberdade

É a partir de 1930, início da Era Vargas, que surgem as reformas educacionais mais modernas. Assim, na emergência do mundo urbano-industrial, as discussões em torno das questões educacionais começavam a ser o centro de interesse dos intelectuais. E se aprofundaram, principalmente devido às inquietações sociais causadas pela Primeira Guerra e pela Revolução Russa que alertaram a sociedade para a possibilidade de a humanidade voltar ao estado de barbárie devido ao grau de violência observado nestas guerras. Com o Decreto 19.402 de 14 de novembro de 1930, foi criado o Ministério dos Negócios da Educação e Saúde Pública. O Ministro Francisco Campos reformou o Ensino Secundário (Reforma Campos), criando os Exames de Madureza (provável nome derivado do hebraico Bagrut).
O Decreto 19.850 de 11 de abril de 1931 organizou o Conselho Nacional de Educação e a Constituição de 1934 deu-lhe a incumbência de criar o Plano Nacional de Educação. Em 1932 alguns intelectuais brasileiros como Lourenço Filho, Fernando de Azevedo e Anísio Teixeira, dentre outros (no total de 26), assinaram o "Manifesto dos Pioneiros da Educação Nova".

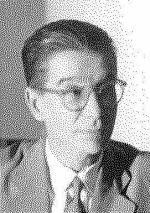
Anísio Teixeira

Desse modo, os intelectuais voltaram sua atenção para a educação, uma vez que, pretendiam contribuir para a melhoria do processo de estabilização social. Não demoraram muito a declararem a insuficiência da pedagogia tradicional diante da exigência do mundo moderno, capitalista, concluindo que as instituições escolares deveriam ser atualizadas de acordo com a nova realidade social.
O movimento educacional que surgiu naquele momento e que influenciou consideravelmente o pensamento educacional brasileiro foi o que nos Estados Unidos denominou-se de Escola Nova. Este movimento, valorizava os jogos e os exercícios físicos de forma geral, desde que servissem para o desenvolvimento da motricidade e da percepção. O seu desenvolvimento levava em consideração os estudos da psicologia da criança e buscava os métodos mais adequados para estimular o interesse delas, sem, no entanto, privá-las da espontaneidade.
Tanto a constituição de 1934 como o manifesto de 1932 traçaram pela primeira vez as linhas mestras de uma política educacional brasileira. Contudo, a constituição de 1934 durou pouco e foi substituída pela de 1937, imposta por Getúlio Vargas. Na década de 1920 havia universidades, como a do Rio de Janeiro (1920) e a Universidade Federal de Minas Gerais (1927) que eram simples agregação de faculdades. Em 1934, surgiu a USP, sob a nova organização decretada pelo governo.

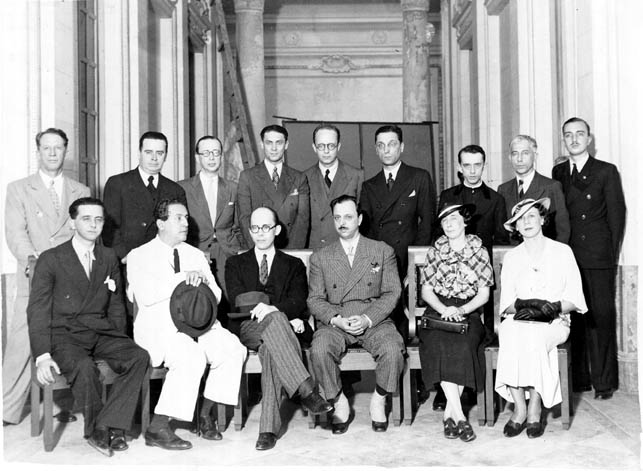
Foto de 1936 na qual aparecem Alceu Amoroso Lima (5ª posição da esquerda para a direita, em pé), Hélder Câmara (7ª posição) e, sentados, da esquerda para a direita, Lourenço Filho, Roquette Pinto e Gustavo Capanema

Em 1942, o ministro Gustavo Capanema incentivou novas leis de reforma do Ensino, que ficaram conhecidas como "Reforma Capanema".  A "reforma Capanema" instituiu a educação militar para os alunos do sexo masculino. Reafirmou a educação religiosa, a educação moral e cívica como matéria obrigatória e recomendou para que a a educação da mulher se fizesse em estabelecimento de frequência exclusivamente feminina. A reforma tinha influências da Igreja Católica e da Doutrina Social da Igreja, além de afirmar os valores positivos da boa conduta moral.
Nesse ano, surgiram a Lei Orgânica do Ensino Industrial e a Lei Orgânica do Ensino Secundário, além de ter sido fundado o Serviço Nacional de Aprendizagem Industrial (Senai). Em 1943 foi aprovada a Lei Orgânica do Ensino Comercial. Em 1946, saiu a Lei Orgânica do Ensino Primário e do Ensino Normal, além da Lei Orgânica do Ensino Agrícola. Também houve em 1946 um acordo financeiro com o Banco Mundial para a Escola Técnica de Curitiba.
Com as reformas de Capanema, o Ensino Secundário foi dividido em dois ciclos, o ginasial e o segundo ciclo ("colegial"). O segundo ciclo contava com duas modalidades: curso Clássico e Científico. Esses dois cursos tinham caráter propedêutico, permitindo o acesso ao Ensino Superior.
Quanto ao ensino profissional, era previsto em quatro modalidades: industrial, agrícola, comercial e normal. O ensino profissional era dividido ainda em cursos de formação profissional do primeiro ciclo (equivalente ao ginásio), e os cursos técnicos (equivalentes ao segundo ciclo ou "colegial"). Em tese, a conclusão de um curso técnico dava acesso ao ensino superior, entretanto, tais cursos se configuravam, na prática, como terminais, sendo destinados aos pobres, caracterizando uma dualidade no sistema educacional, entre escolas de ricos e de pobres. Uma exceção era feita ao curso Normal, destinado, em geral, às moças da elite.

## Populismo
Com o fim do Estado Novo, surgiu a Constituição de 1946 e que trouxe dispositivos dirigidos à educação, como a gratuidade para o Ensino Primário e a manutenção da mesma na sequência dos estudos, para aqueles que comprovassem falta de recursos. Em 1951 é criada a Coordenação de Aperfeiçoamento de Pessoal de Nível Superior (CAPES). Em 1948, também surgiu a discussão para uma Lei de Diretrizes Básicas (LDB), a partir da proposta do deputado Clemente Mariani. Depois de treze anos de debates dos escolanovistas e também de católicos tradicionalistas como o padre Leonel Franca e Alceu Amoroso Lima, além do Manifesto dos Educadores Mais uma Vez Convocados (1959), assinado por Fernando de Azevedo e mais 189 pessoas, foi aprovada em 1961 a primeira LDB, que instigou o desencadeamento de vários debates acerca do tema.

## Ditadura Militar
Com o regime iniciado em 1964, houve um aumento do autoritarismo, marcado na área da educação com o banimento de organizações estudantis como a União Nacional dos Estudantes (UNE) em 1967, consideradas "subversivas". Em 1969, foi tornado obrigatório o ensino de Educação Moral e Cívica em todos os graus de ensino sendo que, no ensino secundário, a denominação mudava para Organização Social e Política Brasileira (OSPB).
Em 1964, no contexto da Guerra Fria, foram assinados os acordos MEC–Usaid, entre o Ministério da Educação e a Agência para o Desenvolvimento Internacional dos Estados Unidos, através dos quais foram introduzidas algumas mudanças de caráter tecnicista.
Em 1968, a LDB passaria por mudanças significativas, com base em diretrizes do Relatório Atcon (de Rudolph Atcon) e do Relatório Meira Mattos (coronel da Escola Superior de Guerra). O Movimento Brasileiro de Alfabetização foi criado em 1967, objetivando diminuir os níveis de analfabetismo entre os adultos.
Entre os anos 1960 e 1970, foi feita a "reforma universitária", substituindo-se o sistema de cátedras pelo de departamentos ou institutos, além de ocorrer o desmembramento das Faculdades de Filosofia, Ciências e Letras (FFCL).
Em 1971, com uma nova LDB, ocorreu a reforma dos ensinos fundamental e médio, durante o governo Médici. Foram integrados o primário, ginásio, secundário e técnico. Disciplinas como Filosofia (no 2º grau) desapareceram e outras foram aglutinadas (História e Geografia formaram, no 1º grau, os "Estudos Sociais"). As "Escolas Normais" foram extintas.
Em 1971, é criado o "vestibular classificatório", garantindo a vaga nas universidades apenas até o preenchimento das vagas disponíveis.
Em 1982, foi retirada a obrigatoriedade do ensino profissional nas instituições de ensino médio.

## Retomada democrática
A Educação mereceu destaque na Constituição Brasileira de 1988 que em seus dispositivos transitórios (ADCT 60 modificado pela Emenda Constitucional 14/1996) dava o prazo de dez anos para a universalização do Ensino e a erradicação do analfabetismo. Ainda em 1996 surgiu a nova LDB - Lei das Diretrizes Básicas, que instituiu a Política Educacional Brasileira. A lei 9131/1995 criou o Conselho Nacional de Educação, substituindo o antigo Conselho Federal de Educação que havia surgido com a LDB de 1961 e tinha sido extinto em 1994. Em 1990 foi organizado o SAEB - Sistema de Avaliação do Ensino Básico. Com a lei 9.424/96 foi organizado o FUNDEF - Fundo de Manutenção do Desenvolvimento do Ensino Fundamental (que depois de dez anos foi substituído pelo FUNDEB), que obrigou os Estados e Municípios a aplicarem anualmente um percentual mínimo de suas receitas (e desse montante, 60% pelo menos para o pagamento do pessoal do magistério).

## Observações
1. ↑  Sobre a distinção entre "educação" e "instrução", pode-se dizer que o primeiro conceito é de caráter mais geral, enquanto o segundo aproxima-se da ideia de "ensino" ou "educação escolar". (Cf. LIBÂNEO, J. C. Didática. São Paulo: Cortez, 1999. link.)